# Designações navais da Organização do Tratado do Atlântico Norte
Segue-se uma lista das designações de navios utilizadas pelos países membros na NATO:

## Porta-Aviões (Navios Aeródromo)
- CV - Porta-Aviões (Navio Aeródromo);
- CVN - Porta-Aviões (Navio Aeródromo) Nuclear;

### Navios de Combate de Superfície
- BB - Couraçado;
- CG - Cruzador Lança-Mísseis;
- CGN - Cruzador Nuclear Lança-Mísseis;
- DD - Contratorpedeiro;
- DDG - Contratorpedeiro Lança-Mísseis;
- FF - Fragata
- FFG - Fragata Lança-Mísseis;

### Submarinos
- SS - Submarino;
- SSK - Submarino de ataque;
- SSN - Submarino Nuclear;
- SSBN - Submarino Nuclear Lança-Mísseis Balísticos;
- SSGN - Submarino Nuclear Lança-Mísseis;
- AGSS - Submarino Auxiliar;
- IXSS - Submarino não classificado;

### Navios de Patrulha
- FS - Fragata Ligeira (Corveta);
- PC - Navio-patrulha Costeiro;
- PG - Canhoneira de Patrulha;
- PGH - Hidrofoil de Patrulha;
- PHM - Hidrofoil de Patrulha Lança-Mísseis;
- OPV - Navio-Patrulha Oceânico
- PB - Navio-Patrulha;
- PC - Navio-Patrulha Costeiro;
- PCE - Navio-Patrulha de Escolta;
- PF - Fragata de Patrulha;
- SP - Lancha de Patrulha Costeira;

### Navios de Operações Anfíbias
- LHA - Navio de Assalto Anfíbio Multiusos;
- LHD - Navio de Assalto Anfíbio Multiusos com Doca;
- LPD - Transporte Anfíbio com Doca;
- LCC - Navio de Comando Anfíbio;
- LPA - Plataforma de Desembarque Anfíbio;
- LSD - Navio de Desembarque com Doca;
- LSH - Navio de Desembarque Pesado;
- LSIL - Navio de Desembarque de Infantaria Grande;
- LSL - Navio de Desembarque Logístico;
- LSM - Navio de Desembarque Médio;
- LSSL - Navio de Apoio ao Desembarque Grande;
- LST - Navio de Desembarque de Carros de Combate;
- LSV - Navio de Desembarque de Veículos;

### Embarcações de Desembarque
- LCAC - Embarcação de Desembarque com Colchão de Ar;
- LCH - Lancha de desembarque Pesada;
- LCM - Lancha de desembarque de Blindados;
- LCU - Lancha de desembarque Utilitária;
- LCVP - Lancha de desembarque de Veículos e Pessoal;

### Navios de Apoio de Combate
- AE - Navio de Transporte de Munições e Explosivos;
- AFS - Navio Armazém;
- AO - Petroleiro de Esquadra;
- AOE - Navio Rápido de Apoio de Combate;
- AOR - Petroleiro de Reabastecimento;

## Navios de Apoio Móvel
- AD - Navio de Apoio a Contratorpedeiros;
- AGP - Navio de Apoio a Navios-Patrulha;
- AR - Navio-Oficina;
- AS - Navio de Apoio a Submarinos;
- AVP - Navio de Apoio a Aeronaves;

## Navios de Guerra de Minas
- AM - Draga-Minas;
- AMB - Draga-Minas de Porto;
- AMC - Draga-Minas Costeiro;
- AMCU - Navio Localizador de Minas Subaquáticas;
- MSO - Draga-minas Oceânico;
- MCM - Navio de Contramedidas Anti-Minas;
- MCS - Navio de Apoio de Contramedidas Anti-Minas;
- MHC - Caça-Minas Costeiro;
- MHI - Caça-Minas de Águas Interiores;
- CM - Lança-Minas;
- CMC - Lança-Minas Costeiro;
- DM - Contratorpedeiro Lança-Minas;

## Unidades Auxiliares de Marinha (não-militares)
- ACS - Navio-Grua;
- ACS - Navio Auxiliar Geral;
- AGDE - Escolta Oceânico de Testes;
- AGDS - Navio de Apoio a Submersões de Grande Profundidade;
- AGER - Navio de Pesquisa Ambiental;
- AGF - Navio Misto de Comando;
- AGFF - Fragata de Testes;
- AGM - Navio de Instrumentação de Orientação de Mísseis;
- AGOR - Navio de Pesquisa Oceanográfica;
- AGOS - Navio de Vigilância Oceânica;
- AGS - Navio de Pesquisas;
- AGSS - Submarino Auxiliar de Pesquisas;
- AGTR - Navio Auxiliar de Pesquisa Técnica;
- AH - Navio-Hospital;
- AK - Cargueiro;
- AKA - Cargueiro de Ataque;
- AKR - Cargueiro de Veículos;
- AKS - Navio Armazém de Abastecimento;
- AOG - Navio-Tanque de Gasolina;
- AOT - Petroleiro de Transporte;
- AP - Navio de Transporte;
- APA - Navio de Transporte de Ataque;
- APD - Navio de Transporte de Alta Velocidade;
- ARC - Navio de Reparação de Cabos;
- ARL - Navio de Reparação Pequeno;
- ARS - Navio de Salvamento;
- ASR - Navio de Resgate Submarino;
- AT - Rebocador Oceânico;
- ATA - Rebocador Oceânico Auxiliar;
- ATF - Rebocador Oceânico de Esquadra;
- ATS - Navio de Salvamento e Resgate;
- AVB - Navio de Apoio Logístico de Aviação;
- AVT - Navio Auxiliar de Desembarque de Treino;